# Олаус Скарсем
Олаус Джаїр Скарсем (норв. Olaus Jair Skarsem, нар. 2 липня 1998, Мельхус, Норвегія) — норвезький футболіст, півзахисник клубу ЦСКА (Софія).

## Клубна кар'єра
Олаус Скарсем є вихованцем клубу «Русенборг». Його дебют у першій команді відбувся у квітні 2016 року у матчі на Кубок Норвегії. З 2017 року Скарсем є гравцем першої команди. Але травми завадили футболісту пробитися до основи і для набуття ігрової практики на початку 2019 року він  відправився в оренду у клуб «Рангейм».
У січні 2020 року Скарсем повернувся з оренди але й цього разу у футболіста не було перспектив у клубі і він підписав контракт з іншим клубом Тіппеліги «Кристіансунном», де провів півтори сезони. У сеорпні 2021 року Скарсем повернувся до «Русенборга».
10 січня 2024 року підписав контракт з болгарським клубом ЦСКА (Софія).

## Збірна
У 2019 році Олаус Скарсем зіграв у товариському матчі у складі молодіжної збірної Норвегії, де відзначився забитим голом.